# Rodzina Trendych
Rodzina Trendych – program rozrywkowy, realizowany w konwencji kabaretowego serialu z udziałem polskich kabaretów. Emitowany na kanale TVP 2 od 6 marca do maja 2008 roku. Program powstawał w krakowskim klubie Rotunda z udziałem publiczności według pomysłu i scenariusza Stowarzyszenia Promocji Sztuki Kabaretowej "PAKA". Powstało 12 odcinków. Odcinek trwa 25 minut (odcinek 3 wyjątkowo trwa 50 minut).

## Fabuła
Kanwą każdego odcinka są perypetie tytułowej rodziny, mieszkającej w jednym z bloków mieszkalnych gdzieś w Polsce. Pomiędzy scenkami z życia państwa Trendych oraz ich bliskich pojawiają się skecze oraz piosenki zaproszonych kabaretów i artystów.

## Obsada
- Rafał Bryndal - tata Trendy
- Marta Saciuk - mama Trendy
- Tomasz Jachimek - syn Trendy
- Katarzyna Piasecka - córka Trendy
- Agnieszka Litwin - babcia Trendy
- Artur Andrus - dziadek Trendy
- Roman Żurek - wujek Złomek

## Galeria

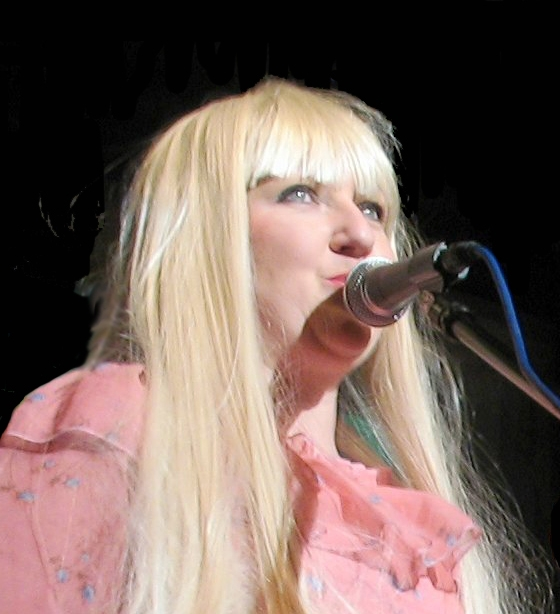
Agnieszka Litwin babcia Trendy
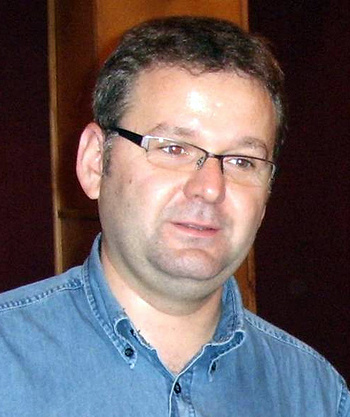
Artur Andrus dziadek Trendy
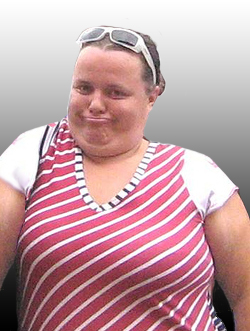
Marta Saciuk mama Trendy
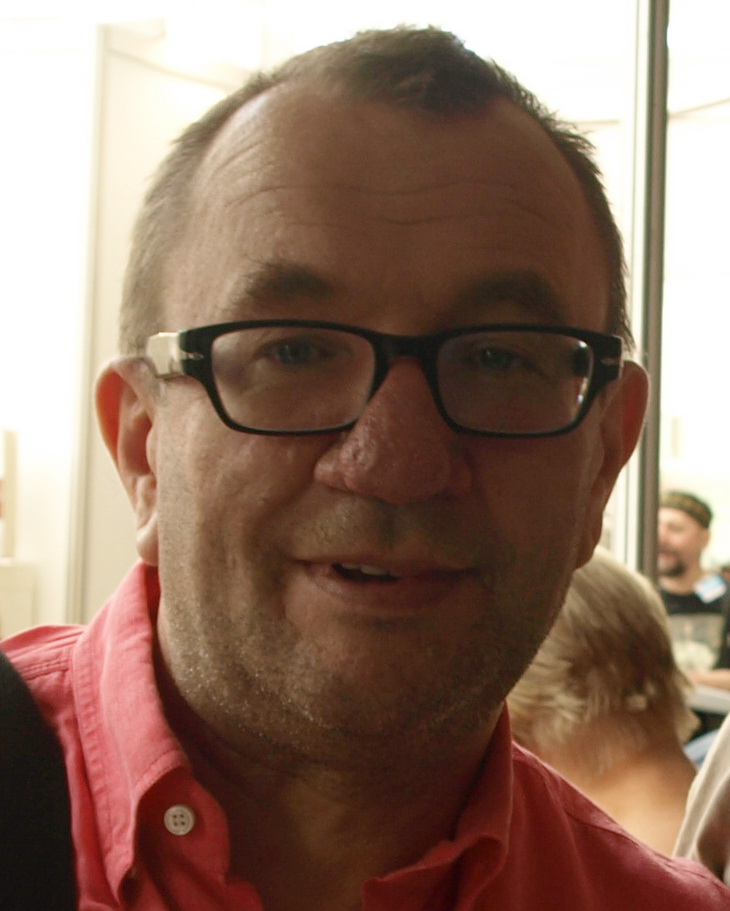
Rafał Bryndal tata Trendy
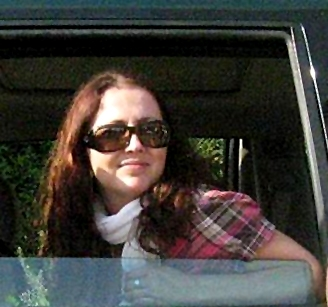
Katarzyna Piasecka córka Trendy
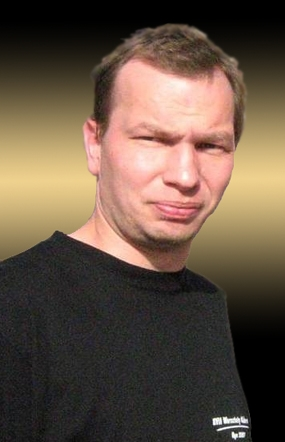
Tomasz Jachimek syn Trendy
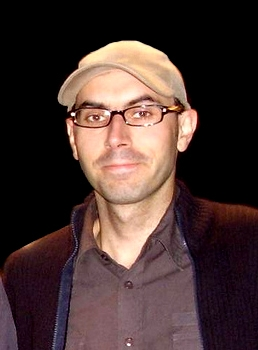
Roman Żurek wujek Złomek

## Oglądalność
Serial był typowany jako jedna z ciekawszych premier ramówki TVP 2, z badań przeprowadzonych przez AGB Nielsen Media Research dla Wirtualnemedia.pl średnia oglądalność trzech pierwszych odcinków "serialu" wyniosła 1,89 mln (co stanowi 12,54%) i stanowiło spadek do wyników w analogicznym okresie rok wcześniej (3,39 mln osób, a jej udział w rynku wynosił 22,37 proc.).